# 平山古墳 (壱岐市)
平山古墳（ひらやまこふん）または平山1号墳（ひらやまいちごうふん）は、長崎県壱岐市石田町石田東触にある古墳。形状は円墳。平山古墳群を構成する古墳の1つ。壱岐市指定史跡に指定されている（指定名称は「平山古墳」）。

## 概要
壱岐島南東部、丘陵山腹に築造された古墳である。一帯では古墳3基からなる平山古墳群が分布し、本古墳はそのうち最大規模の古墳になる。1996年（平成8年）に墳丘測量・石室実測調査が実施されている。
墳丘は大きく流失しているが、墳形は円形で、南北約11メートル・東西約14メートル・高さ4.85メートルを測り、推定復元としては直径17-20メートル・高さ約5メートルと見積もられる。墳丘裾部には石積みが巡るが、これは近年の墳丘盛土流失防止の整備によるものである。埋葬施設は両袖式の横穴式石室である。玄室・前室・羨道からなる複室構造の石室で、石室の石材には玄武岩の巨石が使用される。石室内の副葬品は詳らかでない。築造時期は古墳時代後期-終末期の6世紀末-7世紀初頭頃と推定される。
古墳域は1971年（昭和46年）に石田町指定史跡（現在は壱岐市指定史跡）に指定されている。

## 遺跡歴
- 延享元年（1744年）完成の『壱岐国続風土記』に記述[1]。
- 1971年（昭和46年）10月20日、石田町指定史跡に指定（現在は壱岐市指定史跡）。
- 1989年（平成元年）、石室羨道部修復および盛土流失防止のため墳丘東・西側裾部に石積み（石田町教育委員会）[2]。
- 1996年（平成8年）、墳丘測量・石室実測調査（石田町教育委員会）[2]。

## 埋葬施設

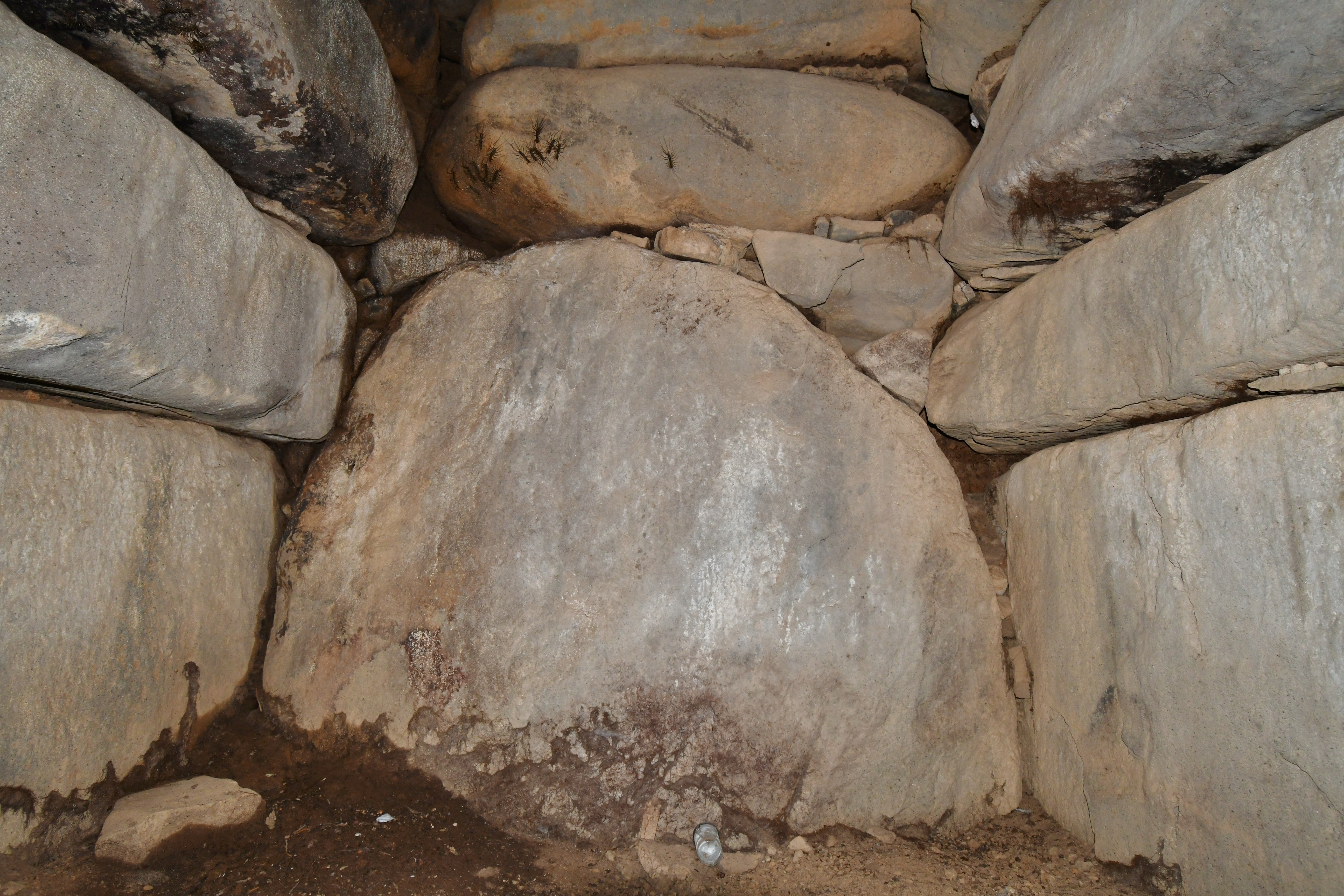
石室 玄室

埋葬施設としては両袖式横穴式石室が構築されている。玄室・前室・羨道からなる複室構造の石室である。石室の規模は次の通り。
- 石室全長：7.8メートル
- 玄室：長さ2.1メートル、幅2.2-2.5メートル、高さ2.85メートル
- 前室：長さ2.4メートル、幅1.3メートル、高さ1.3メートル

石室の石材には玄武岩の自然石の巨石が使用される。玄室の平面形は台形に近い方形で、前室の平面形は比較的長い長方形である。

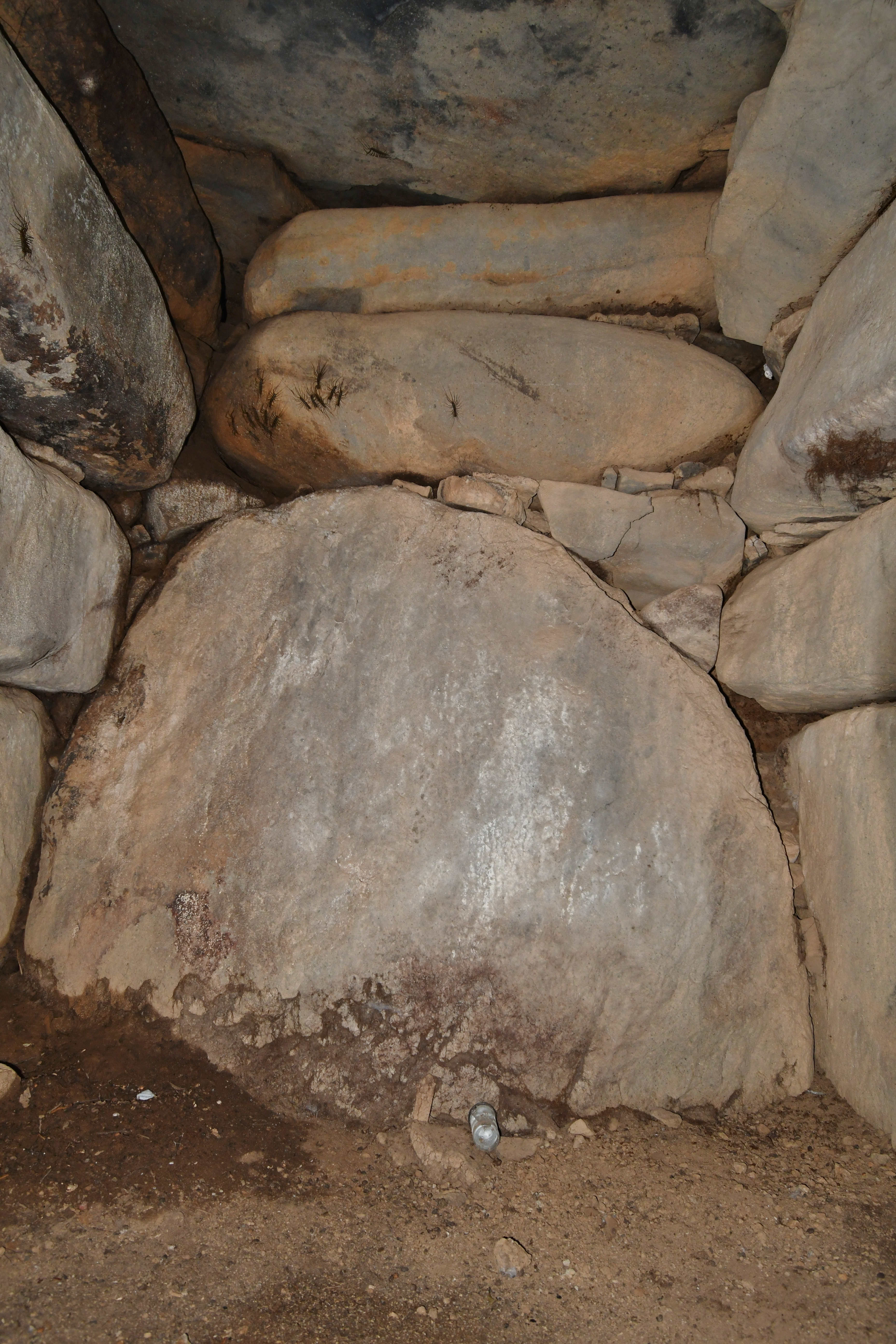
玄室（奥壁方向）
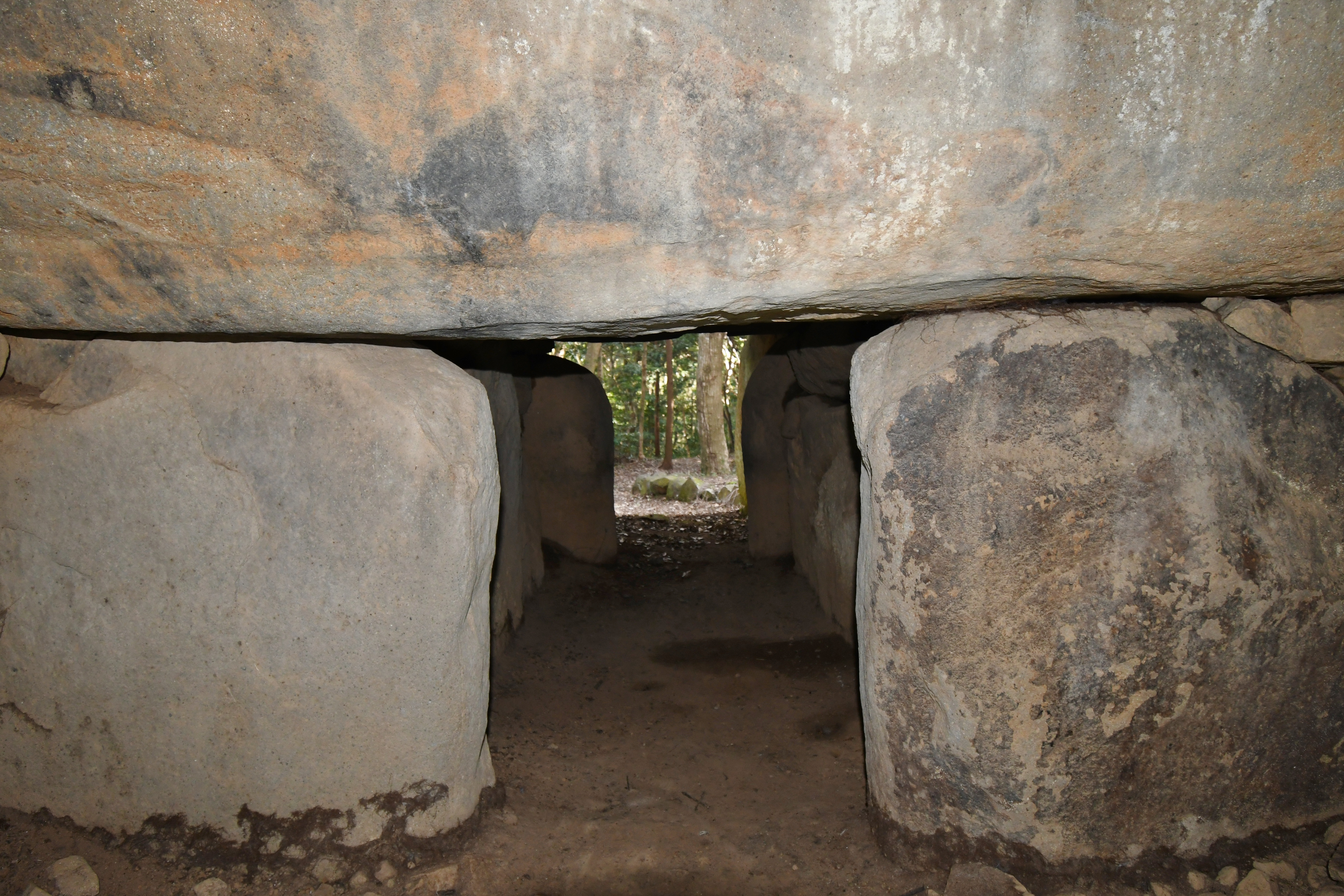
玄室（開口部方向）
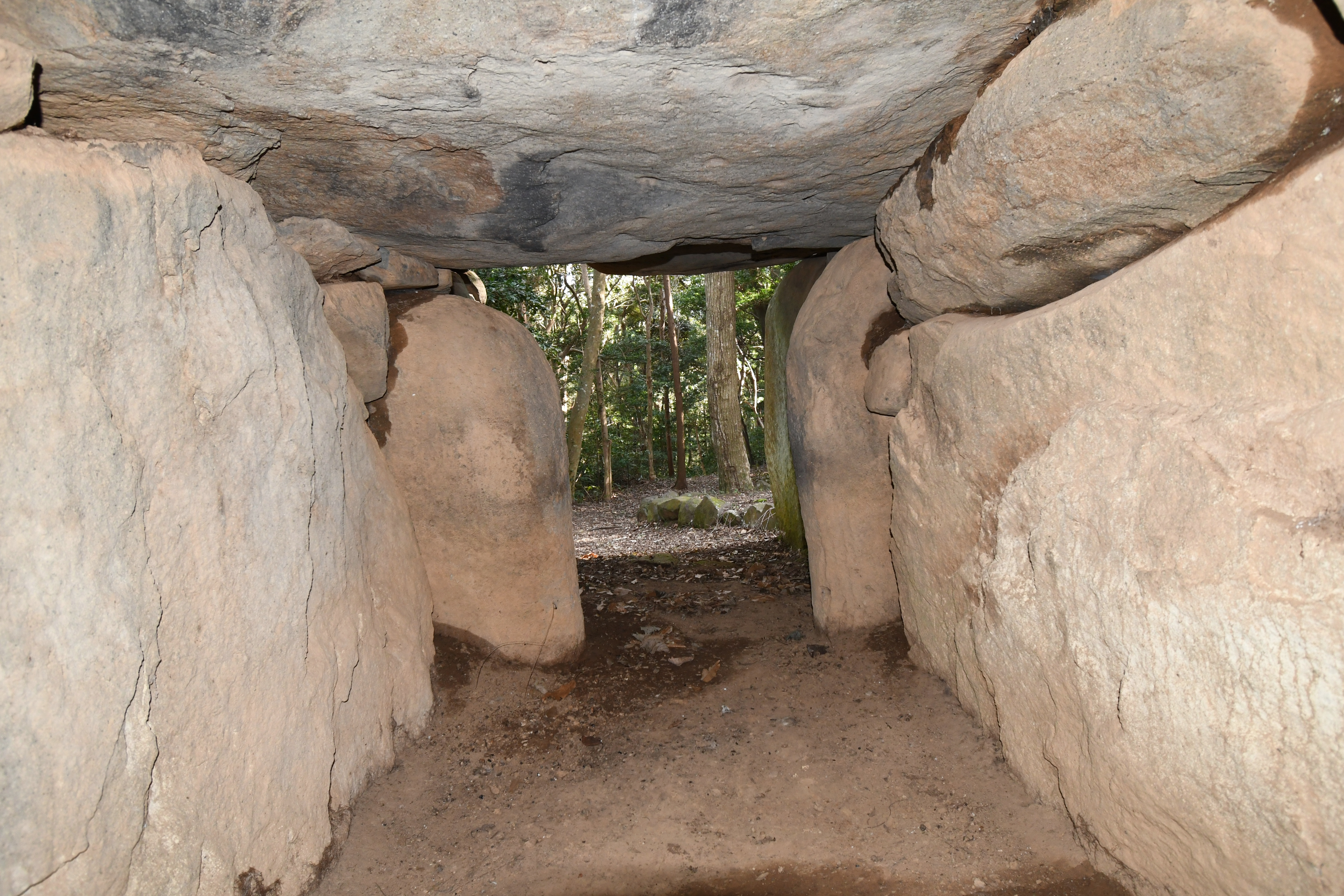
前室（開口部方向）
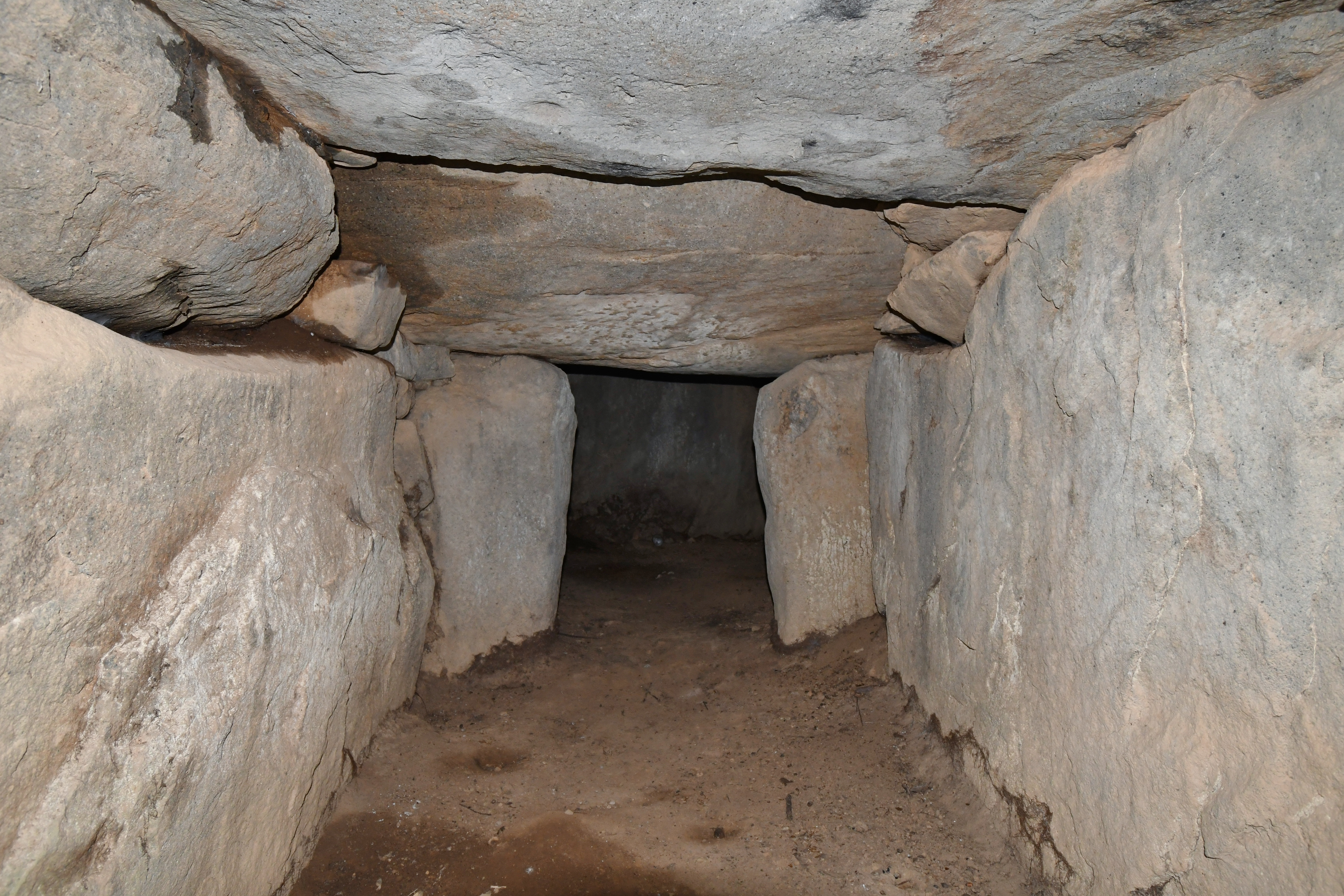
前室（玄室方向）
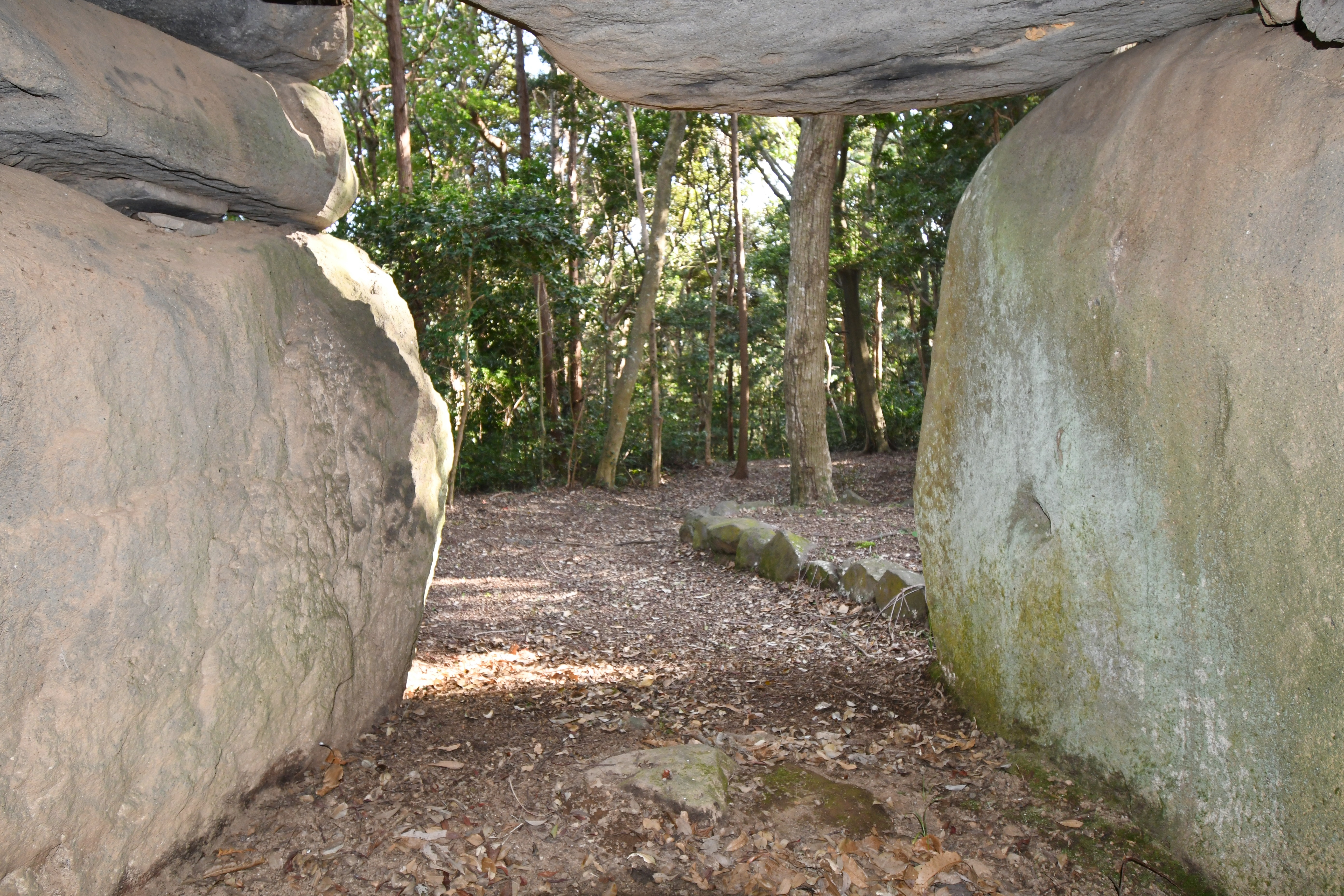
羨道（開口部方向）
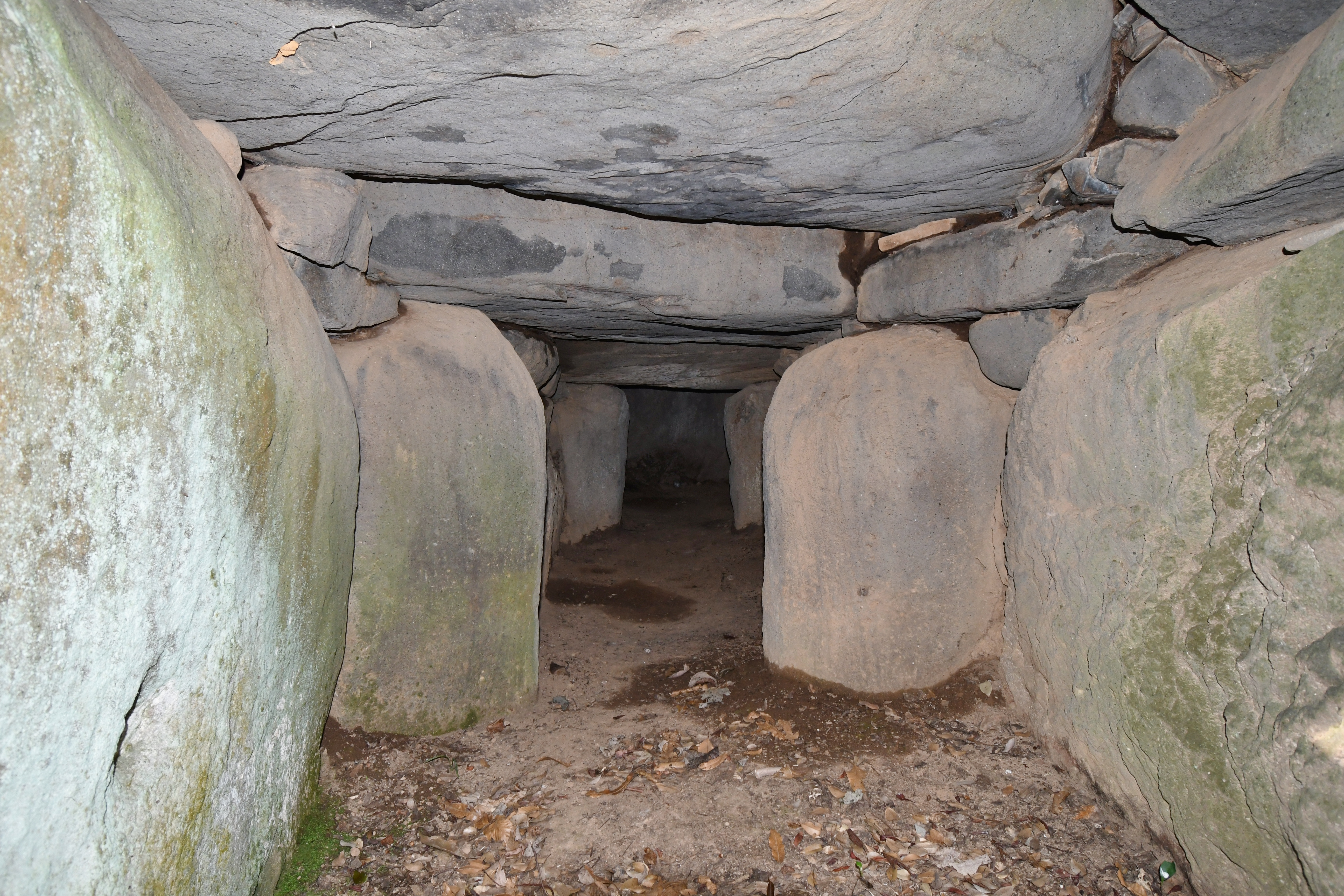
羨道（玄室方向）
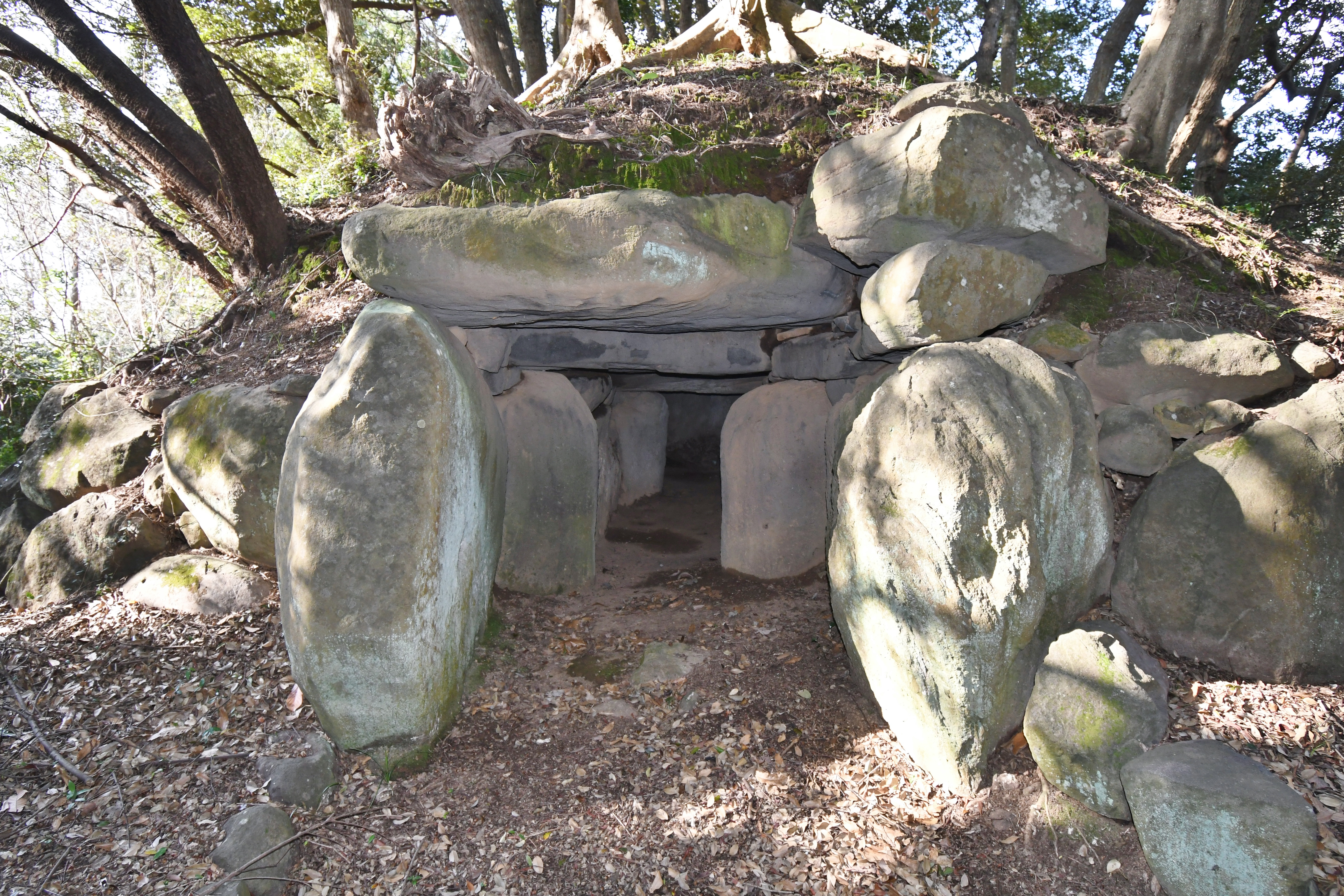
開口部

## 文化財

### 壱岐市指定文化財
- 史跡
  - 平山古墳 - 1971年（昭和46年）10月20日指定。